# 줄리 소머스
줄리 소머스(Julie Sommars, 1942년 4월 15일 ~ )는 미국의 배우, 텔레비전 배우, 영화배우이다.

## 방송
- 꿈꾸는 낙원
- 명탐정 바나비 존즈
- 수사관 맥클라우드
- FBI
- 도망자

## 영화
- 페리 메이슨 - 글래스 코핀의 사건 (1991년)
- 꿈꾸는 낙원 (1978년)
- 허비 - 몬테카를로에 가다 (1977년)
- 명탐정 바나비 존즈 (1973년)
- 수사관 맥클라우드 (1970년)
- 더 그레이트 수 매서커 (1965년)
- FBI (1965년)
- 첩보원 0011 (1964년)
- 도망자 (1963년)
- 딜론 보안관 (1955년)